# Djupaskuran-Lillåns naturreservat
Djupaskuran-Lillåns naturreservat är ett naturreservat i Vetlanda kommun i Jönköpings län.
Området är naturskyddat sedan 2023 och är 83 hektar stort och ligger nordväst om Kvillsfors. Reservatet består av barrblandskog, ravin och vattendrag.